# Satigny
Satigny is een gemeente en plaats in het Zwitserse kanton Genève. Satigny telt 3023 inwoners.

## Geboren
- Alix Choisy-Necker (1902-1979), feministe